# Climaterio
Per climaterio in campo medico si intende il periodo transitorio e le relative modificazioni, che precede e segue la menopausa nelle donne e per estensione anche lo stesso periodo che precede l'andropausa negli uomini.

## Sintomatologia
Il climaterio porta pesanti cambiamenti ormonali e fisiologici nell'individuo.
Nelle donne si riscontra generalmente dispareunia, vampate, dismenorrea e osteoporosi.